# Trichosalpinx montana
Trichosalpinx montana là một loài lan bản địa của miền đông và miền nam Brasil.

## Hình ảnh

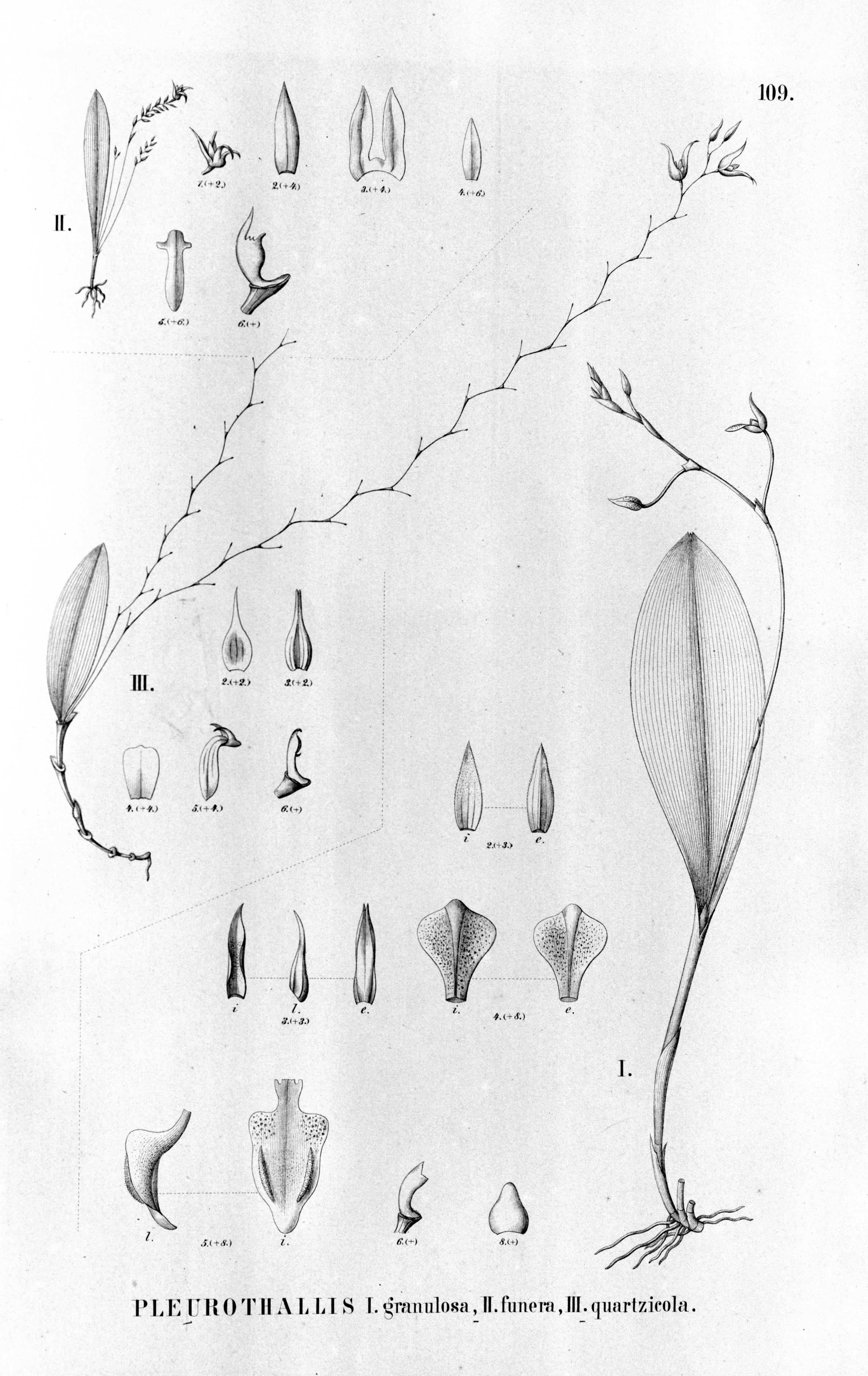
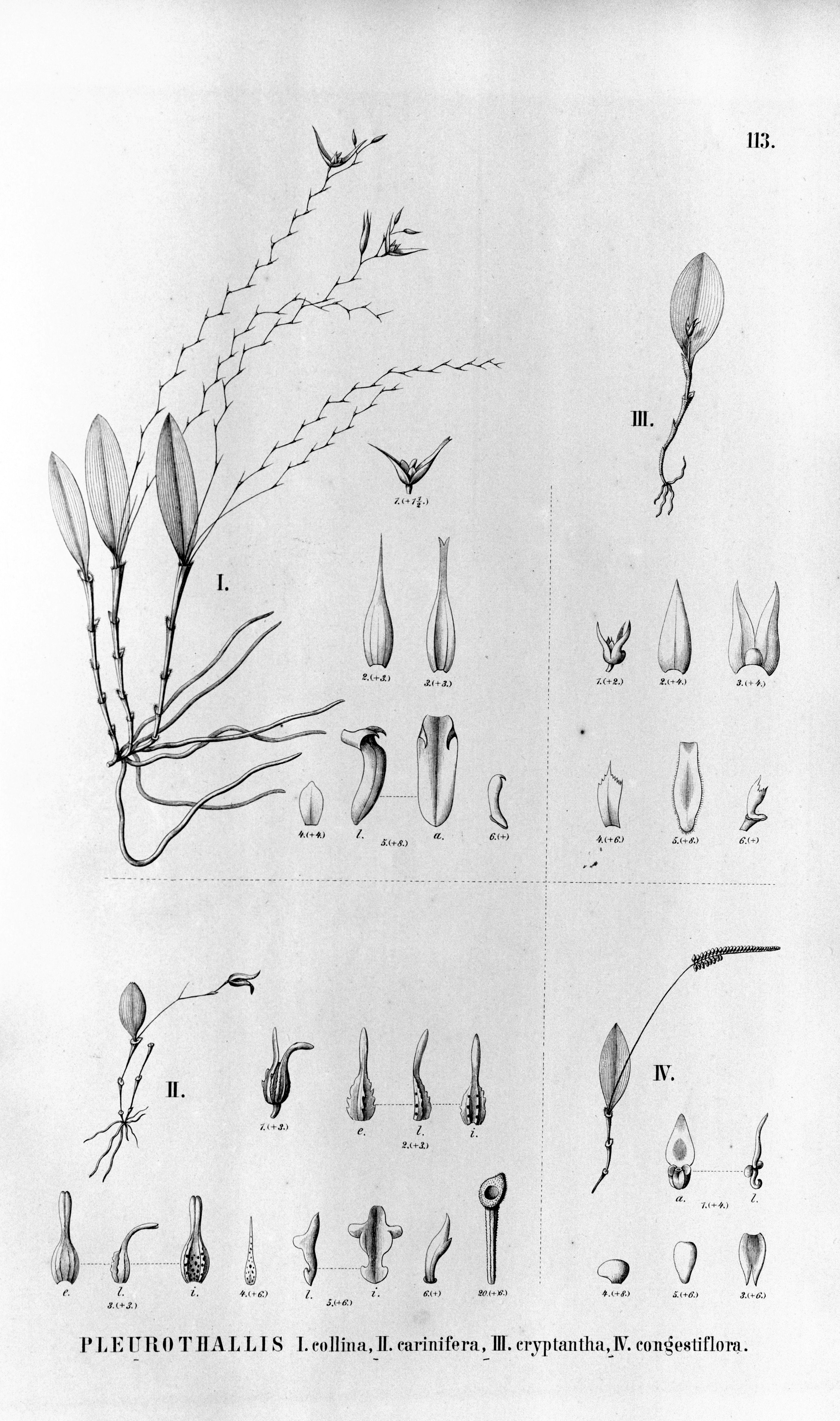
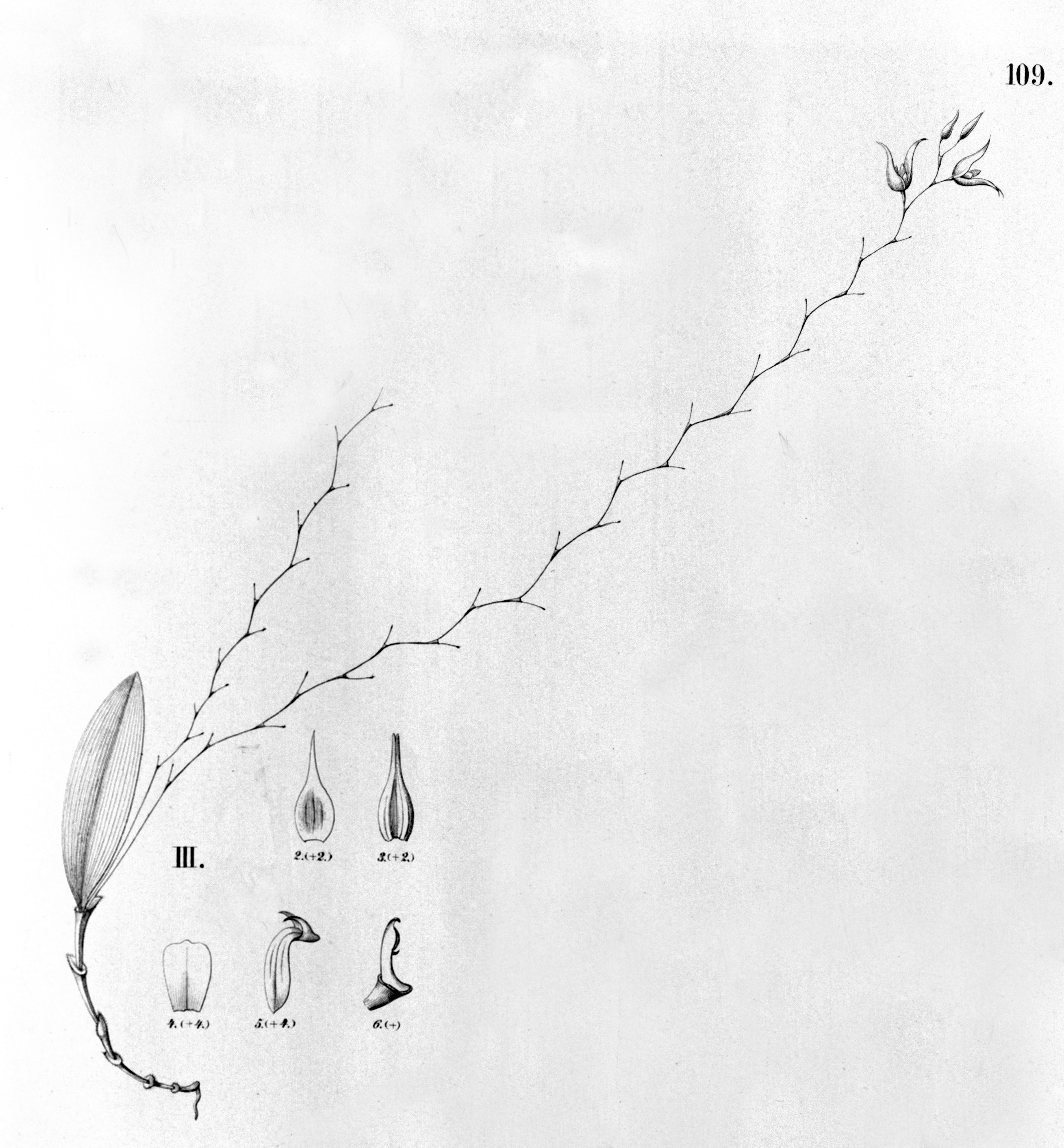